# کارل لودویگ
کارل فردریچ ویلهلم لودویگ (به انگلیسی: Carl Friedrich Wilhelm Ludwig) (زاده ۲۹ دسامبر ۱۸۱۶ - درگذشته ۲۳ آوریل ۱۸۹۵) پزشک و فیزیولوژیست اهل آلمان بود. لودویگ در سال ۱۸۴۲ پروفسور فیزیولوژی و در سال ۱۸۴۶ پروفسور کالبدشناسی تطبیقی شد. او در زوریخ و وین به استادی مشغول بود و پس از آن در سال ۱۸۶۵ به دانشگاه لایپزیگ رفت و مؤسسه فیزیولوژی کارل لودویگ را ایجاد کرد.
لودویگ مطالعات زیادی انجام می‌داد که از جملهٔ آن‌ها می‌توان به فیزیولوژی فشار خون، ادرار و بیهوشی اشاره کرد. او در سال ۱۸۸۴ مدال کاپلی دریافت کرد. لودویگ و پیروانش محرک کمّی سازی فیزیولوژی و پزشکی بودند.